# Artaserse (Metastasio)
Artaserse ist ein Opern-Libretto in drei Akten von Pietro Metastasio. Mit mehr als 90 Vertonungen ist es sein populärstes Werk. Erstmals aufgeführt wurde es in der Vertonung von Leonardo Vinci am 4. Februar 1730 im Teatro delle Dame in Rom.
Eine deutsche Übersetzung des Librettos von Johann Anton Koch erschien 1769 unter dem Namen Artaxerxes im ersten Band seiner unvollendet gebliebenen Gesamtausgabe Des Herrn Abt Peter Metastasio Kayserl. Königl. Hofpoetens Dramatische Gedichte.

## Handlung
Der persische König Xerxes I. wird von seinem Gardebefehlshaber Artabano (Artabanos) ermordet. Dieser lenkt den Verdacht auf Xerxes’ ältesten Sohn Dareios, der darauf auf Befehl seines jüngeren Bruders Artaserse (Artaxerxes I.) hingerichtet wird.

„Als Artabanus, Commandant der königlichen Leib-Wache des Xerxes sahe, daß die Macht seines Königes nach so vielen gegen die Griechen verlohrnen Schlachten von Tage zu Tage abnahm; gedachte er obbemeldten Xerxes nebst der gantzen königlichen Familie seinem Ehrgeitz aufzuopffern, und sich alsdann auf den Persischen Thron zu schwingen. Er bediente sich zu dem Ende der Gelegenheit, die ihm der vertrauliche Umgang und die Freundschafft seines Herrn an die Hand gab, indem er des Nachts in das Schlaff-Zimmer des Xerxes gieng, und ihn umbrachte. Hierauf erbitterte er die königlichen Printzen des Xerxes einen gegen den andern dergestalt, daß Artaxerxes, einer von gedachten Printzen seinen eigenen Bruder den Darium hinrichten ließ, in der ihm von Artabano beygebrachten Meynung, daß er der Vater-Mörder sey. Es fehlte dem Verräther zu Vollbringung seines Vorhabens nichts mehr, als der Tod des Artaxerxes, welcher ihm auch von dem Artabano zugedacht war, aber durch verschiedene Zufälle, (welche eben den meisten Theil dieses Gedichtes ausmachen) verhindert wurde, weil die Verrätherey entdecket, und Artaxerxes dadurch gesichert war; welche Entdeckung und Sicherheit eben dasjenige ist, worauf sich dieses Drama gründet. (Justin. im 3ten B. im I. Cap.[)]
Die Schau-Bühne stellt die Stadt Susa vor, als die Residentz der Persianischen Monarchen.“

Die folgende Inhaltsangabe basiert auf dem Libretto der 1740 in Dresden aufgeführten Vertonung von Johann Adolph Hasse.

### Erster Akt

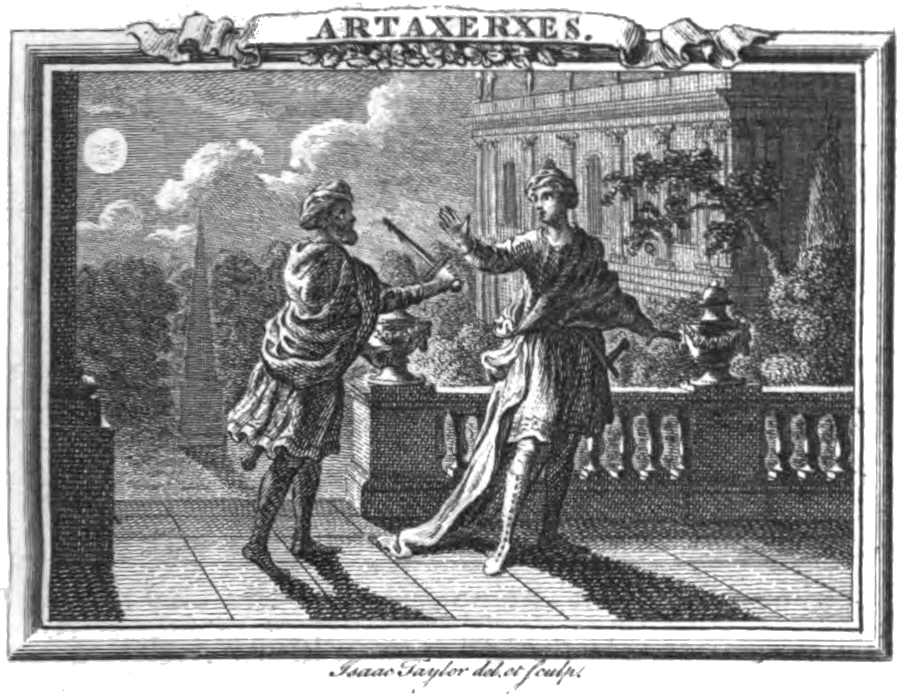
Bild aus der Textausgabe, London 1767

Garten im Inneren des Palasts des persischen Königs bei Mondschein
Da Arbace von König Serse wegen seiner Liebesbeziehung zu dessen Tochter Mandane aus Susa verbannt wurde, verabschieden sich die beiden traurig voneinander. Nachdem Mandane gegangen ist, kommt Arbaces Vater Artabano. Er hat soeben den König ermordet und bittet seinen Sohn, die Mordwaffe, einen blutigen Degen, mitzunehmen und zu verstecken. Arbace macht sich auf den Weg.
Artabano hat sich vorgenommen, die gesamte königliche Familie zu vernichten. Als der Prinz Artaserse ihm von der Ermordung seines Vaters berichtet, lenkt er den Verdacht auf dessen Bruder Dario. Artaserse bittet ihn um Hilfe bei der Bestrafung des Täters. Artabanus beauftragt seine Soldaten, Dario zu töten. Artaserses Bedenken weist er zurück. Auch Artabanos Vertrauter Megabise drängt zu sofortigem Handeln und rät Artaserse, sich die Unbarmherzigkeit seines Vaters zum Vorbild zu nehmen. Artaserse ist nicht überzeugt.
Megabise erzählt Semira von dem Mord an Serse und dem mutmaßlichen Täter Dario. Sie macht sich Sorgen um Artaserse und ist verwundert über die Gleichgültigkeit Megabises. Der rät ihr, sich einen Liebhaber ihres eigenen Standes zu suchen, weil ihr jetziger Geliebter Artaserse sie selbst im Falle seines Überlebens als neuer König nicht heiraten würde. Semira weiß, dass Megabise damit eigene Interessen verfolgt und weist ihn entsprechend zurück. Wieder allein, betet sie zu den Göttern um Artaserses Schutz.
Große Galerien im königlichen Schloss
Artaserse sagt der verängstigten Mandane, dass er versuchen will, seinen Bruder vor Artabano zu retten. Artabano teilt ihnen jedoch mit, dass Dario bereits tot und Artaserse nun König sei. Da kommt Semira mit der Nachricht, dass Dario doch nicht der Mörder war. Die Wachen haben den echten Täter auf der Flucht gefasst. Sein Name ist zwar noch nicht bekannt, aber Mandane und Artabane befürchten insgeheim, dass es Arbace ist. Artaserse macht sich Vorwürfe. Er bittet die anderen, ihm beizustehen. Auch die Verbannung seines Freundes Arbace hebt er auf. Nun wird Arbace von der Wache herbeigeführt. Er beteuert seine Unschuld, will aber keine Gründe für seine Flucht, das blutige Schwert und sein verdächtiges Verhalten nennen. Artaserse weiß nicht, wie er seinem Freund, der ihm früher einmal das Leben gerettet hatte, beistehen kann. Selbst Arbaces Vater Artabano wendet sich von ihm ab und fordert von Artaserse ein objektives Urteil. Artaserse ist unschlüssig.
Arbace macht seinem Vater Vorwürfe, ihn ihm Stich gelassen zu haben. Doch dieser sagt sich von ihm los. Seine Schwester Semira will ihn erst wieder anhören, wenn seine Unschuld erwiesen ist. Auch seine Geliebte Mandane ist von seiner Schuld überzeugt, weil sein Hass auf Serse allgemein bekannt war. Allein gelassen überlässt sich Arbace der Verzweiflung.

### Zweiter Akt
Königliche Zimmer
Weil Artabano Arbace nach den Hintergründen für den Mord befragen will, lässt Artaserse ihn aus dem Gefängnis holen. Er selbst sucht nach einer Möglichkeit, Arbace zu retten. Artabano soll deshalb zunächst allein mit seinem Sohn sprechen. Nachdem Artaserse gegangen ist, versucht Artabane Arbace zu überreden, sich dem von ihm schon vorbereiteten Aufstand anzuschließen. Arbace lehnt dies entsetzt ab. Als Artabane ihn gewaltsam wegführen möchte, ruft Arbace selbst nach der Wache und lässt sich wieder ins Gefängnis bringen.
Artabano erklärt seinem Mitverschworenen Megabise, dass er seinen Sohn vorerst seinem Schicksal überlassen muss. Megabise schlägt zwar vor, ihn mit Gewalt aus dem Gefängnis zu befreien, aber das würde zu viel Zeit kosten. Dringender sei es, zunächst Artaserse zu beseitigen. Megabise versichert Artabano seiner unbedingten Treue. Artabano verspricht ihm zum Lohn die Hand seiner Tochter Semira. Da diese gerade vorbeikommt, stellt Artabano ihr ihren neuen Bräutigam auch gleich vor. Semira verlangt von Megabise jedoch eine Liebesprobe: Er solle die Verlobung selbst lösen, damit sie nicht den Zorn ihres Vaters auf sich ziehe. Als er das ablehnt, erklärt sie ihm, dass sie ihn niemals lieben werde. Das ist ihm jedoch egal, solange er sie nur besitzen kann.
Nachdem Megabise gegangen ist, bittet Semira die gerade vorbeieilende Mandane, gemeinsam mit ihr Arbace zu helfen. Diese hält ihren ehemaligen Geliebten jedoch für schuldig und nun will im Gegenteil auf der Ratsversammlung verhindern, dass Artaserse aus Freundschaft zu ihm zu nachsichtig urteilt. Semira fühlt sich von allen allein gelassen.
Ein großer Saal mit dem Thron und Stühlen für die Großen des Reichs
Auf der Versammlung erklärt sich Artaserse bereit, sich seiner Verantwortung zu stellen. Da verlangen Mandane und Semira, vorgelassen zu werden. Semira bittet um Gnade für Arbace, Mandane dagegen verlangt Rache. Da Artaserse keine Schuld auf sich laden möchte, überlässt er das Urteil Artabane. Der Vater selbst soll seinen Sohn richten. Insgeheim hofft Artaserse, dass er gnädig richten werde. Arbace wird gefesselt hereingeführt und erwartet das Urteil Artabanes. Obwohl alle Indizien gegen ihn sprechen, beteuert er erneut seine Unschuld. Daher kann er sich nicht richtig verteidigen und auch keine Reue zeigen. Artabane spricht seinen Sohn schuldig und unterschreibt das Todesurteil. Nachdem er kurz von Verzweiflung übermannt wurde, akzeptiert Arbace das Urteil. Bevor er abgeführt wird, bittet er seinen Vater um die Möglichkeit, sich mit Mandane aussöhnen zu können.
Mandanes macht Artabane Vorwürfe. Als er entgegnet, ihrem eigenen Wunsch nach Rache gefolgt zu sein, antwortet sie, sie habe einen Vater zu rächen, er jedoch einen Sohn zu retten gehabt. Semira dagegen ist enttäuscht von Artaserse. Artabane sei bei seinem Urteil an das Gesetz gebunden gewesen; er jedoch stehe über dem Gesetz und hätte Arbace retten können.
Wieder allein, beschließt Artabane, seinen Sohn zu retten.

### Dritter Akt
Das Innere der Festung, in der Arbace gefangen gehalten wird
Artaserse kommt ins Gefängnis, um Arbace zu befreien. Selbst wenn er schuldig sein sollte, würden seine vorherigen Verdienste überwiegen, denn „das Verbrechen sei noch zweifelhaft, die Wohltat aber gewiss“. Arbace entgegnet, dass er bereit sei, die Strafe auf sich zu nehmen, um die Ehre des Königs zu schützen. Artaserse erwidert, man könne ja vorgeben, dass das Urteil bereits heimlich vollstreckt worden sei und befiehlt ihm zu fliehen. Nach diesem Verhalten glaubt Artaserse nicht mehr an die Schuld Arbaces.
Artabano kommt mit Megabise und den anderen Verschworenen, um seinen Sohn aus dem Gefängnis zu befreien. Dieser ist dort aber nicht mehr zu finden. Artabane fürchtet, dass er bereits tot ist. Megabise weist darauf hin, dass die Zeit drängt. Er habe bereits die heilige Schale vergiftet, und man könne das Vorhaben jetzt nicht aufgeben. Artabane jedoch ist verzweifelt. Er habe den Verrat nur für die Zukunft seines Sohnes geplant, und ohne diesen wäre alles sinnlos. Megabise entgegnet, dass er selbst in diesem Falle weitermachen müsse, um ihn zu rächen.
Ein Kabinett in den Zimmern der Mandane
Semira berichtet Mandane, dass der König Arbace getötet habe. Mandane könne nun endlich zufrieden sein. Sie werde ihr aber von nun an das Leben schwer machen, um sie zu strafen. Mandane jedoch ist bereits verzweifelt. Als sie wieder allein ist, bereut Semira ihre Rede. Sie hat nicht ihren eigenen Schmerz gelindert, sondern Mandanes Leid vergrößert.
Arbace sucht Mandane, um sich vor seiner Flucht mit ihr zu versöhnen. Er findet sie gerade noch rechtzeitig, um sie vom Selbstmord abzuhalten. Da sie weiterhin an seine Schuld glaubt, gibt er ihr seinen Degen, damit sie ihn töten kann, falls sie ihn wirklich hassen sollte. Das lehnt sie ebenso ab wie sein Angebot, sich selbst zu töten. Er solle öffentlich und schmählich hingerichtet werden. Arbace macht sich daher auf, wieder ins Gefängnis zurückzukehren. Jetzt endlich hält sie ihn zurück. Obwohl sie nicht zugeben möchte, dass sie ihn noch liebt, soll er doch am Leben bleiben.
Ein prächtiger Ort für die Krönung des Artaserse; auf einer Seite der Thron mit Krone und Szepter; in der Mitte der Altar mit einem Bildnis der Sonne
Vor seiner Krönungszeremonie begrüßt Artaserse das Volk. Artabano reicht ihm die von ihm zuvor vergiftete geweihte Schale für den Eidschwur. Während seines Schwurs gießt Artaserse von der Schale auf das Feuer und führt sie anschließend zum Mund. Da unterbricht Semira die Zeremonie mit der Nachricht vom gerade ausgebrochenen Aufstand. Artaserse setzt die Schale ab. Er vermutet, dass Arbace ihn jetzt doch verraten und den Aufstand angezettelt habe. Nun kommt Mandane und berichtet, dass der Aufstand bereits zurückgeschlagen wurde. Der Anführer war jedoch nicht Arbace, sondern Megabise. Arbace dagegen habe die Aufständischen überredet, die Waffen niederzulegen. Nur Megabise wurde beim Versuch ihn anzugreifen getötet.
Arbace kommt und wirft sich vor Artaserse auf den Boden. Dieser ist erfreut, dass seine Unschuld jetzt erwiesen ist und bittet ihn um weitere Erklärungen, damit auch das Volk überzeugt werden kann. Weil er aber seinen Vater nicht verraten möchte, bittet Arbace, darauf verzichten zu dürfen. Artaserse ist bereit, sich mit einem öffentlichen Schwur Arbaces zu begnügen, dass er unschuldig sei. Dabei solle er aus der heiligen Schale trinken. Einem alten persischen Brauch zufolge werde damit eine Gottheit zum Rächer und Zeugen angerufen. Als Arbace die Schale an den Mund führt, wird er von seinem Vater im letzten Moment davon abgehalten, das Gift zu trinken. Artabano bleibt nun nichts anderes übrig, als seinen Verrat zuzugeben und alles aufzuklären. Zornig zieht Artaserse seinen Degen, und auch Artabano ergreift den seinigen. Bevor es aber zum Kampf kommt, bittet Arbace um Gnade für seinen Vater. Er wolle lieber selber sterben. Gerührt schenkt Artaserse Artabano das Leben und schickt ihn in die Verbannung. Arbace kann nun Mandane heiraten, und Semira soll mit ihm den Thron besteigen.

## Geschichte
Historische Berichte von Artabanos’ Mord an Xerxes, die Hinrichtung Darius’, die Identifizierung des wahren Mörders und Artaxerxes’ Rache finden sich im 16. Buch der Persiká des Ktesias von Knidos, im 11. Buch der Bibliotheca historica von Diodor und im ersten Kapitel von Justins Auszug des dritten Buchs von Pompeius Trogus’ Historiae Philippicae. Außer diesen historischen Quellen standen Metastasio einige französische Vorlagen zur Verfügung. Eine Parallele zu Mandanes Konflikt zwischen ihrer Pflicht für ihren ermordeten Vater und der Liebe zu dem vermeintlichen Mörder findet sich bei der Chimène in Pierre Corneilles Tragikomödie Le Cid von 1637. Der Tod des Darius und die Hinrichtung des Verschwörers finden sich in der 1683 erschienenen Tragödie Artaxerce von Claude Boyer. Weitere Parallelen finden sich in der Tragödie Xercès von Prosper Jolyot Crébillon. Der Handlungs-Schwerpunkt dieser Werke unterscheidet sich jedoch von dem Metastasios. Hier tritt besonders der innere Konflikt Artaserses hervor. Zudem ist das ganze Werk durchdrungen vom Thema der Ungerechtigkeit.
Artaserse war 1730 zugleich Leonardo Vincis letzte Oper (in Rom mit Carestini in der Rolle des Arbace) und Johann Adolph Hasses erste auf einen Text Metastasios geschriebene Oper (in Venedig mit den Sängern Francesca Cuzzoni und Farinelli). Vincis Oper wurde von Metastasio sehr geschätzt und noch mehrfach wieder aufgeführt, so 1738 anlässlich einer Gala im neuen Teatro San Carlo in Neapel und 1746 bei der Einweihung des Opernhauses in Dresden. Mit Carl Heinrich Grauns Vertonung von 1743 wurde 1750 das Stuttgarter Opernhaus eingeweiht, und eine überarbeitete Fassung von Baldassare Galuppis Vertonung von 1749 eröffnete 1751 das Teatro Nuovo in Padua. Hasses Vertonung wurde 1734 als Pasticcio mit zusätzlicher Musik von Farinellis Bruder Riccardo Broschi in London aufgeführt. Neben Farinelli, dessen Londoner Debüt dies war, wirkten in dieser Aufführung auch die Sänger Cuzzoni und Senesino mit. Sowohl Christoph Willibald Gluck (1741) als auch Johann Christian Bach (1760) verwendeten dieses Libretto für ihre Opern-Erstlinge. 1762 hatte Thomas Arne großen Erfolg mit seinem englischsprachigen Artaxerxes. Wolfgang Amadeus Mozarts Arie für Sopran und Orchester Conservati fedele (KV 23, 1765) ist eine Vertonung der Abschiedsverse von Artaserses Schwester Mandane am Ende der ersten Szene.

## Vertonungen
Folgende Komponisten legten dieses Libretto einer Oper zugrunde:
| Komponist                                     | Uraufführung                                                | Aufführungsort           | Anmerkungen |  |
| --------------------------------------------- | ----------------------------------------------------------- | ------------------------ | --- |  |
| Leonardo Vinci                                | 4. Februar 1730, Teatro delle Dame                          | Rom                      | viele weitere Aufführungen in anderen italienischen Städten; überarbeitet im Herbst 1731 im Teatro Bonacossi in Ferrara; überarbeitet am 20. Januar 1738 im Teatro San Carlo in Neapel; 1734 bearbeitet von Georg Friedrich Händel im King’s Theatre London als Arbace; am 23. August 1746 im Hoftheater in Dresden                                                                        |  |
| Johann Adolph Hasse → Artaserse (Hasse, 1730) | 11. Februar 1730, Teatro San Giovanni Crisostomo            | Venedig                  | erste Fassung; viele weitere Aufführungen in anderen italienischen Städten; am 29. Oktober 1734 im King’s Theatre am Haymarket in London; April 1738 im Theater am Tummelplatz in Graz (deutsch von F. J. Pircker); 1738 in Madrid; 1740 in Ljubljana; überarbeitet am 9. September 1740 im Hoftheater in Dresden; am 3. August 1760 im Königlich-Polnischen Opernhaus in Warschau         |  |
| anonym                                        | Sommer 1730, Teatro Malvezzi                                | Bologna                  | weitere Aufführungen anonymer Vertonungen oder Pasticci am 20. Oktober 1738 im Teatro de los Caños del Peral in Madrid; am 24. Januar 1739 im Teatro Molza in Modena; im Herbst 1750 im Teatro del Pubblico in Sassuolo; am 7. Mai 1754 im Teatro Formagliari in Bologna; am 26. Dezember 1769 im Teatro della Pergola in Florenz; am 8. September 1792 im Teatro della Pergola in Florenz |  |
| Pietro Vincenzo Chiocchetti                   | 1730, Teatro Sant’Agostino                                  | Genua                    | |  |
| Eustachio Bambini                             | 15. Oktober 1733, Teatro                                    | Holešov                  | |  |
| Antonio Bioni                                 | 1733, Theater im Ballhaus                                   | Breslau                  | |  |
| Riccardo Broschi (Pasticcio)                  | 1734, Opera of Nobility                                     | London                   | gemeinsam mit Johann Adolph Hasse |  |
| Francesco Corradini                           | 1736                                                        |                          | als Dar el ser hijo al padre („melodrama armónico“) |  |
| Francesco Poncini Zilioli                     | Karneval 1737, Teatro Nuovo Imperial                        | Parma                    | möglicherweise bereits 1736 im Teatro Ducale in Parma |  |
| Giuseppe Antonio Paganelli                    | Wintermesse 1737, Hoftheater                                | Braunschweig             | auch am 2. Mai 1742 im Teatro San Salvatore in Venedig |  |
| Gaetano Maria Schiassi                        | Sommer? 1737, Academia da Trindade                          | Lissabon                 | |  |
| Dionisio Zamparelli                           | 1738, Teatro Nuovo                                          | Livorno                  | möglicherweise bereits 1731 |  |
| Francesco Araja                               | 9. Januar bis 10. Februar 1738, Theater im Winterpalast     | Sankt Petersburg         | |  |
| Giuseppe Ferdinando Brivio                    | 20. Mai 1738, Teatro degli Obizzi                           | Padua                    | |  |
| Giovanni Battista Ferrandini                  | 22. Oktober 1739, Hoftheater                                | München                  | |  |
| Andrea Adolfati                               | Karneval 1741, Teatro Filarmonico                           | Verona                   | zu Karneval 1742 mit Musik auch von Pietro Chiarini im Teatro Sant’Agostino in Genua |  |
| Giuseppe Arena                                | Karneval 1741, Teatro Regio                                 | Turin                    | |  |
| Pietro Chiarini                               | Karneval 1741, Teatro Filarmonico                           | Verona                   | auch Karneval 1742 im Teatro Sant’Agostino in Genua; Karneval 1749 in Cremona |  |
| Christoph Willibald Gluck                     | 26. Dezember 1741, Teatro Regio Ducale                      | Mailand                  | gewidmet Otto Ferdinand von Abensperg und Traun; nur 2 Arien sind erhalten |  |
| Paolo Scalabrini                              | 13. November 1743, Oper am Gänsemarkt                       | Hamburg                  | auch am 24. Oktober 1746 in der Oper am Gänsemarkt in Hamburg; am 29. Januar 1749 in Schloss Charlottenborg in Kopenhagen |  |
| Carl Heinrich Graun                           | 2. Dezember 1743, Königliche Hofoper                        | Berlin                   | auch 1745 in Braunschweig als Artabanus mit Rezitativen von Georg Caspar Schürmann; 1750 bzw. Karneval 1751 im Herzoglichen Theater in Stuttgart zur Eröffnung des Opernhauses; 1783 erneut in der Königlichen Hofoper in Berlin |  |
| Egidio Duni                                   | 23. Januar 1744, Teatro della Pergola                       | Florenz                  | |  |
| Domènech Terradellas                          | 6. Februar 1744, Teatro San Giovanni Grisostomo             | Venedig                  | |  |
| Girolamo Abos                                 | um den 28. Januar 1746, Teatro San Giovanni Crisostomo      | Venedig                  | |  |
| Andrea Bernasconi                             | 8. Oktober 1746, Burgtheater                                | Wien                     | überarbeitet 1763 am Hoftheater in München |  |
| Vincenzo Legrenzio Ciampi                     | 1747, Teatro di Santa Cecilia                               | Palermo                  | |  |
| Francesco Maggiore                            | 24. Juni 1747, Teatro Nuovo                                 | Trient                   | in Zusammenarbeit mit anderen Komponisten |  |
| Giuseppe Scarlatti                            | 26. August 1747, Teatro                                     | Lucca                    | deutsche Fassung mit Tänzen von Josef Starzer am 15. Februar 1763 im Burgtheater in Wien |  |
| John Christopher Smith                        | unbekannt                                                   |                          | verschollen |  |
| Giuseppe Carcani                              | Karneval 1748, Teatro Ducale                                | Piacenza                 | |  |
| Davide Perez                                  | 29. September 1748, Teatro della Pergola                    | Florenz                  | auch am 20. Januar 1749 im Teatro San Carlo in Neapel; am 6. Juni 1754 im Real Teatro di Corte in Lissabon |  |
| Giovanni Battista Mele                        | Karneval 1749, Real Teatro del Buen Retiro                  | Madrid                   | als El Artajeres mit Musik verschiedener Komponisten, Rezitative und einige Arien von Mele |  |
| Baldassare Galuppi                            | 27. Januar 1749, Burgtheater                                | Wien                     | erste Fassung |  |
| Niccolò Jommelli                              | 6. Februar 1749, Teatro Argentina                           | Rom                      | erste Fassung; auch Karneval 1751 im Hoftheater in Mannheim |  |
| Giovanni Battista Lampugnani                  | 27. Dezember 1749, Teatro Regio Ducale                      | Mailand                  | |  |
| Giovanni Bollano                              | 1750, Teatro Viceregio                                      | Cagliari                 | |  |
| Antonio Gaetano Pampani                       | 24. Januar 1750, Teatro San Giovanni Grisostomo             | Venedig                  | erste Fassung |  |
| Daniel Dal Barba                              | Karneval 1751, Teatro su la via Nuova                       | Verona                   | mit anderen Komponisten |  |
| Baldassare Galuppi                            | 11. Juni 1751, Teatro Nuovo                                 | Padua                    | zweite Fassung; viele weitere Aufführungen in anderen italienischen Städten |  |
| Giovanni Battista Pescetti                    | 26. Dezember 1751, Teatro Regio Ducale                      | Mailand                  | auch Karneval 1755 im Theater in Bergamo |  |
| Antonio Ferradini (Pasticcio)                 | Frühling 1752, Teatro Pubblico                              | Forlì                    | einige Arien stammen von Ferradini |  |
| Gioacchino Cocchi                             | Messe 1755, Teatro Comunale                                 | Reggio nell’Emilia       | |  |
| Orazio Mei                                    | 1755, Teatro Pubblico                                       | Pisa                     | |  |
| Antonio Gaetano Pampani                       | 24. Januar 1756, Teatro San Benedetto                       | Venedig                  | zweite Fassung |  |
| Niccolò Jommelli                              | 30. August 1756, Herzogliches Theater                       | Stuttgart                | zweite Fassung; auch 1757 in Rom |  |
| Quirino Gasparini                             | 26. Dezember 1756, Teatro Regio Ducale                      | Mailand                  | |  |
| Giacinto Quagliattini                         | 1757, Teatro degli Illuminati                               | Città di Castello        | |  |
| Giuseppe Scolari                              | Karneval 1757, Teatro Omodeo                                | Pavia                    | auch am 4. Mai 1758 im Teatro San Salvatore in Venedig |  |
| Giuseppe Sarti                                | Karneval 1760, Det Kongelige Teater                         | Kopenhagen               | |  |
| Johann Adolph Hasse                           | 20. Januar 1760                                             | Neapel                   | zweite Fassung |  |
| Johann Christian Bach                         | 26. Dezember 1760, Teatro Regio                             | Turin                    | Libretto überarbeitet von Vittorio Amedeo Cigna-Santi |  |
| Gian Francesco de Majo                        | 30. Januar 1762, Teatro San Benedetto                       | Venedig                  | |  |
| Thomas Arne                                   | 2. Februar 1762, Covent Garden                              | London                   | als Artaxerxes in englischer Sprache aufgeführt |  |
| Niccolò Piccinni                              | 3. Februar 1762, Teatro Argentina                           | Rom                      | auch am 15. Januar 1763 im Teatro de la Santa Cruz in Barcelona; überarbeitet am 4. November 1768 im Teatro San Carlo in Neapel |  |
| Ignazio Fiorillo                              | 1765                                                        | Kassel oder Braunschweig | |  |
| Gerolamo Sertori                              | 1765, Teatro Pubblico                                       | Lodi                     | |  |
| Giuseppe Ponzo                                | Januar 1766, Teatro San Benedetto                           | Venedig                  | |  |
| Antonio Boroni                                | Januar 1767, Theater an der Kotzen                          | Prag                     | auch Karneval 1770 im Teatro Filarmonico in Verona |  |
| Antonio Sacchini                              | 2. Januar 1768, Teatro Argentina                            | Rom                      | |  |
| Mattia Vento                                  | 1771                                                        | London                   | |  |
| Giovanni Paisiello                            | 26. Dezember 1771, Teatro di Corte                          | Modena                   | auch Karneval 1773 im Königlichen Theater in Prag; Karneval 1778 im Teatro Filarmonico in Verona |  |
| Vincenzo Manfredini                           | Karneval 1772, Teatro San Benedetto                         | Venedig                  | |  |
| Luigi Caruso                                  | 1774                                                        | London                   | überarbeitet am 4. April 1780 im Teatro degli Intrepidi in Florenz |  |
| Josef Mysliveček                              | 13. August 1774, Teatro San Carlo                           | Neapel                   | |  |
| Giovanni Battista Borghi                      | 26. Dezember 1775, Teatro San Benedetto                     | Venedig                  | |  |
| Ferdinando Bertoni                            | Frühjahr 1776, Teatro Nuovo                                 | Forlì                    | erste Fassung; viele weitere Aufführungen in anderen italienischen Städten |  |
| Giuseppe Re                                   | 1777, Teatro Civico                                         | Alessandria              | |  |
| Pietro Alessandro Guglielmi                   | 29. Januar 1777, Teatro Argentina                           | Rom                      | auch Karneval 1789 im Teatro Zagnoni in Bologna |  |
| Theodor von Schacht                           | 1777, Fürstliches Thurn und Taxis’sches Theater im Ballsaal | Regensburg               | 1781, 1785 und 1793 wiederholt |  |
| Ferdinando Bertoni                            | 23. Januar 1779, King’s Theatre am Haymarket                | London                   | zweite Fassung |  |
| Augustin Ullinger                             | 1781                                                        |                          | |  |
| Giacomo Rust                                  | Herbst 1781, Teatro Civico del Verzaro                      | Perugia                  | auch im Frühling 1782 im Teatro degli Armeni in Livorno; am 27. Dezember 1782 im Teatro della Pergola in Florenz; am 15. Februar 1783 im Teatro Argentina in Rom |  |
| Felice Alessandri                             | 4. November 1783, Teatro San Carlo                          | Neapel                   | |  |
| Domenico Cimarosa                             | 26. Dezember 1784, Teatro Regio                             | Turin                    | |  |
| Francesco Bianchi                             | 11. Juni 1787, Teatro Nuovo                                 | Padua                    | |  |
| Ferdinando Bertoni                            | 1788                                                        |                          | möglicherweise Überarbeitung der Fassung von 1776 |  |
| Pasquale Anfossi                              | Karneval 1788, Teatro delle Dame                            | Rom                      | |  |
| Angelo Tarchi                                 | (11. März ?) 1788, Teatro Ducale                            | Mantua                   | auch im Frühling 1790 im Teatro Rangoni in Modena; zur Messe 1790 im Teatro Pubblico in Reggio nell’Emilia |  |
| Niccolò Antonio Zingarelli                    | 19. März 1789, Teatro di San Pietro                         | Triest                   | auch am 26. Dezember 1793 im Teatro alla Scala in Mailand |  |
| Gaetano Andreozzi                             | Herbst 1789, Teatro degli Armeni                            | Livorno                  | |  |
| Paolo Francesco Parenti                       | vor 1790                                                    | Aufführungsort unbekannt | komponiert in den 1780er Jahren |  |
| Nicolas Isouard                               | September 1794, Teatro degli Avvalorati                     | Livorno                  | als Artaserse, re di Persia |  |
| Francesco Ceracchini                          | 1795, Accademia degli Intronati                             | Siena                    | |  |
| Giuseppe Nicolini                             | 14. November 1795, Teatro La Fenice                         | Venedig                  | |  |
| Marcos António Portugal                       | Herbst 1806, Teatro de São Carlos                           | Lissabon                 | auch 1810 im Teatro della Pergola in Florenz; Karneval 1817 im Teatro Ducale in Parma |  |
| Charles Lucas                                 | 1840                                                        |                          | englisch von Thomas Oliphant als The Regicide |  |

## Aufnahmen und Aufführungen in neuerer Zeit
- Thomas Arne:
  - 1962: Aufführung beim St Pancras Festival.[78]
  - 1979: Aufführung der BBC und Schallplatte. New Chamber Soloists, Leitung: Maurits Sillem. Sänger: Elizabeth Vaughan (Mandane), Sandra Browne (Arbaces), Margaret Cable (Artaxerxes), John Brecknock (Artabanes), Sandra Dugdale (Semira).[78]
  - 1995: CD. The Parley of Instruments, Leitung: Roy Goodman. Sänger: Catherine Bott (Mandane), Patricia Spence (Arbaces), Christopher Robson (Artaxerxes), Ian Partridge (Artabanes), Richard Edgar-Wilson (Rimenes), Philippa Hyde (Semira).[78]
  - 2009/2011: Aufführungen und CD im Covent Garden und Linbury Studio Theatre, London. Orchestra of the Classical Opera Company, Leitung: Ian Page. Sänger: Christopher Ainslie (Artaxerxes), Elizabeth Watts (Mandane), Andrew Staples (Artabanes), Caitlin Hulcup (Arbaces), Rebecca Bottone (Semira), Steven Ebel (Rimenes, Aufführungen) / Daniel Norman (Rimenes, CD).[78]
- Johann Adolph Hasse:
  - 1999: Aufführung im Teatro Rossini, Lugo. Orchestra Sinfonica dell’Emilia-Romagna, Leitung: Rinaldo Alessandrini. Sänger: Paoletta Marrocu (Mandane), Patrizia Bicciré (Arbace), Emanuele Giannino (Artabano), Maria José Trullu (Artaserse), Giovanna Donadini (Megabise), Anna Burford (Semira).[7]
  - 2009: Aufführung der Fassung von 1730 in der St. Giles Church, London. Ensemble Serse. Sänger: Julian Forbes (Artaserse), Sarah Moule (Mandane), Oliver Gerrish (Artabano), Calvin Wells (Arbace), Katherine Cooper (Semira), Melanie Sanders (Megabise).[7]
  - 2012: CD- und DVD-Mitschnitt einer Aufführung im Palazzo Ducale in Martina Franca. Ensemble Barocco dell’Orchestra Internazionale d’Italia, Leitung: Corrado Rovaris. Sänger: Anicio Zorzi Giustiniani (Artaserse), Maria Grazia Schiavo (Mandane), Sonia Prina (Artabano), Franco Fagioli (Arbace), Rosa Bove (Semira), Antonio Giovannini (Megabise).[7]
  - 12. April 2018: Aufführung zur Wiedereröffnung des Markgräflichen Opernhauses in Bayreuth. Hofkapelle München, Leitung: Michael Hofstetter, Regie: Balázs Kovalik. Studierende der Theaterakademie August Everding, Kathrin Zukowski (Friedrich), Natalya Boeva (Mutter), Anja Silja (Markgräfin Wilhelmine, Sprechrolle).[117]
  - 2018: Aufführung der Pinchgut Opera, Sydney. Orchestra of the Antipodes, Leitung: Erin Helyard, Chas Rader-Shieber (Regie), Charles Davis (Kostüme). Sänger: Vivica Genaux (Mandane), David Hansen (Arbace), Carlo Vistoli (Artabano), Andrew Goodwin (Artaserse), Russell Harcourt (Megabise), Emily Edmonds (Semira).[118]
- Domènech Terradellas:
  - 2008: Aufführung beim Festival de Sarrebourg. Real Compañia Ópera de Cámara, Leitung: Juan Bautista Otero. Sänger: Anna-Maria Panzarella (Artaserse), Stéphanie d’Oustrac / Marina Comparato (Arbace), Christianne Stotijn / Charlotte Hellekant (Mandane), Olivier Dumait / Robert Getchell (Artabano), Olga Pitarch / Céline Ricci (Semira), Marina Pardo (Megabise).[38]
  - 2008/2009: CD. Real Compañía Ópera de Cámara, Leitung: Juan Bautista Otero. Sänger: Anna-Maria Panzarella (Artaserse), Marina Comparato (Arbace), Marina Comparato (Mandane), Augustin Prunell-Friend (Artabano), Sunhae Im (Semira), Mariví Blasco (Megabise).[38]
- Leonardo Vinci:
  - 2007: Aufführungen in der Musikwerkstatt Wien. Musica Poetica, Leitung: Huw Rhys James. Sänger: Andrew Watts (Artaserse), Romeo Cornelius (Arbace), Roman Sadnik (Artabano), Elena Copons (Semira), Marianne Gesswagner (Mandane).[4]
  - 2011/2012/2014: Aufführungen in Nancy, Wien, Lausanne, Paris und Köln, CD und DVD. Concerto Köln, Leitung: Diego Fasolis. Sänger: Philippe Jaroussky (Artaserse), Max Emanuel Cenčić (Mandane), Juan Sancho (Artabano, szenische Aufführungen) / Daniel Behle (Artabano, konzertante Aufführungen und CD), Franco Fagioli (Arbace), Valer Barna-Sabadus (Semira), Jurij Mynenko (Megabise).[4]
  - 2015/16: Szenische Neuproduktion im Staatstheater Kassel. Staatsorchester Kassel, Leitung: Jörg Halubek, Inszenierung: Sonja Trebes, Bühne: Dirk Becker, Kostüme: Isabell Heinke, Dramaturgie: Ursula Benzing | Hilde Turba. Sänger: Yuriy Mynenko (Artaserse), Maren Engelhardt (Mandane), Bassem Alkhouri (Artabano), Lin Lin Fan (Arbace), Ani Yorentz (Semira), Inna Kalinina (Megabise).[119]

## Digitalisate
1. ↑  Johann Anton Koch: Des Herrn Abt Peter Metastasio Kayserl. Königl. Hofpoetens Dramatische Gedichte, aus dem Italiänischen übersetzt. Erster Band. Krauß, Frankfurt und Leipzig 1769 als Digitalisat beim Münchener Digitalisierungszentrum.
2. 1 2 3  Libretto (italienisch/deutsch) der Oper von Johann Adolph Hasse, Dresden 1740 als Digitalisat beim Münchener Digitalisierungszentrum.
3. ↑  Libretto (italienisch) der Oper von Leonardo Vinci, Rom 1730 als Digitalisat im Museo internazionale e biblioteca della musica di Bologna.
4. ↑  Libretto (italienisch/deutsch) der Oper von Leonardo Vinci, Dresden 1746 als Digitalisat beim Münchener Digitalisierungszentrum.
5. ↑  Partitur der Oper von Leonardo Vinci, Rom 1730 als Digitalisat beim International Music Score Library Project.
6. ↑  Libretto (italienisch)  der Oper von anonym, Bologna 1730. Digitalisat im Corago-Informationssystem der Universität Bologna.
7. ↑  Libretto (spanisch) der anonymen Oper, Madrid 1738 als Digitalisat bei Google Books.
8. ↑  Libretto (italienisch)  der Oper von anonym, Modena 1739. Digitalisat im Corago-Informationssystem der Universität Bologna.
9. ↑  Libretto (italienisch)  der Oper von anonym, Sassuolo 1750. Digitalisat im Corago-Informationssystem der Universität Bologna.
10. ↑  Libretto (italienisch)  der Oper von anonym, Bologna 1754. Digitalisat im Corago-Informationssystem der Universität Bologna.
11. ↑  Libretto (italienisch) der anonymen Oper, Florenz 1792 als Digitalisat bei Google Books.
12. ↑  Libretto (italienisch) der Oper von Francesco Poncini Zilioli, Parma 1737 als Digitalisat im Museo internazionale e biblioteca della musica di Bologna.
13. ↑  Libretto (italienisch)  der Oper von Gaetano Maria Schiassi, Lissabon 1737. Digitalisat im Corago-Informationssystem der Universität Bologna.
14. ↑  Libretto (italienisch) der Oper von Giuseppe Ferdinando Brivio, Padua 1738 als Digitalisat bei Google Books.
15. ↑  Libretto (italienisch) der Oper von Giovanni Battista Ferrandini, München 1739 als Digitalisat im Museo internazionale e biblioteca della musica di Bologna.
16. ↑  Libretto (italienisch) der Oper von Giuseppe Arena, Turin 1741 als Digitalisat im Museo internazionale e biblioteca della musica di Bologna.
17. ↑  Libretto (italienisch)  der Oper von Christoph Willibald Gluck, Mailand 1741. Digitalisat im Corago-Informationssystem der Universität Bologna.
18. ↑  Libretto (italienisch/deutsch) der Oper von Paolo Scalabrini, Hamburg 1743 als Digitalisat bei der Staatsbibliothek zu Berlin.
19. ↑  Libretto (italienisch/deutsch) der Oper von Carl Heinrich Graun, Berlin 1783 als Digitalisat bei der Staatsbibliothek zu Berlin.
20. ↑  Partitur der Oper von Carl Heinrich Graun, Berlin 1743 als Digitalisat beim International Music Score Library Project.
21. ↑  Libretto (italienisch)  der Oper von Domènech Terradellas, Venedig 1744. Digitalisat im Corago-Informationssystem der Universität Bologna.
22. ↑  Libretto (italienisch)  der Oper von Girolamo Abos, Venedig 1746. Digitalisat im Corago-Informationssystem der Universität Bologna.
23. ↑  Libretto (italienisch/deutsch) der Oper von Andrea Bernasconi, München 1763 als Digitalisat beim Münchener Digitalisierungszentrum.
24. ↑  Partitur der Oper von Andrea Bernasconi, 1763 als Digitalisat beim Münchener Digitalisierungszentrum.
25. ↑  Libretto (italienisch) der Oper von Francesco Maggiore, Venedig 1747 als Digitalisat beim Münchener Digitalisierungszentrum.
26. ↑  Libretto (italienisch) der Oper von Niccolò Jommelli, Mannheim 1751 als Digitalisat beim Münchener Digitalisierungszentrum.
27. ↑  Libretto (italienisch)  der Oper von Giovanni Battista Lampugnani, Mailand 1750. Digitalisat im Corago-Informationssystem der Universität Bologna.
28. ↑  Libretto (italienisch)  der Oper von Baldassare Galuppi, Mantua 1753. Digitalisat im Corago-Informationssystem der Universität Bologna.
29. ↑  Libretto (italienisch) der Oper von Giovanni Battista Pescetti, Mailand 1752 als Digitalisat bei Google Books.
30. ↑  Libretto (italienisch) der Oper von Antonio Ferradini, Forlì 1752 als Digitalisat im Museo internazionale e biblioteca della musica di Bologna.
31. ↑  Libretto (italienisch) der Oper von Gioacchino Cocchi, Reggio nell’Emilia 1755 als Digitalisat beim Münchener Digitalisierungszentrum.
32. ↑  Libretto (italienisch) der Oper von Antonio Gaetano Pampani, Venedig 1756 als Digitalisat bei der Fondazione Giorgio Cini.
33. ↑  Libretto (italienisch/deutsch) der Oper von Niccolò Jommelli, Stuttgart 1756 als Digitalisat beim Münchener Digitalisierungszentrum.
34. ↑  Libretto (italienisch) der Oper von Quirino Gasparini, Mailand 1757 als Digitalisat im Internet Archive.
35. ↑  Libretto (italienisch)  der Oper von Giuseppe Scolari, Venedig 1758. Digitalisat im Corago-Informationssystem der Universität Bologna.
36. ↑  Partitur der Oper von Johann Adolph Hasse, Neapel 1762 als Digitalisat beim International Music Score Library Project.
37. ↑  Libretto (italienisch)  der Oper von Gian Francesco de Majo, Venedig 1762. Digitalisat im Corago-Informationssystem der Universität Bologna.
38. ↑  Libretto (englisch)  der Oper von Thomas Augustine Arne, London 1762. Digitalisat im Corago-Informationssystem der Universität Bologna.
39. ↑  Libretto (italienisch/spanisch) der Oper von Niccolò Piccinni, Barcelona 1963 als Digitalisat bei Google Books.
40. ↑  Libretto (italienisch) der Oper von Antonio Sacchini, Rom 1768 als Digitalisat im Museo internazionale e biblioteca della musica di Bologna.
41. ↑  Libretto (italienisch) der Oper von Giovanni Paisiello, Modena 1772 als Digitalisat im Museo internazionale e biblioteca della musica di Bologna.
42. ↑  Libretto (italienisch) der Oper von Josef Mysliveček, Neapel 1774 als Digitalisat im Museo internazionale e biblioteca della musica di Bologna.
43. ↑  Partitur der Oper von Josef Mysliveček, Neapel 1774 als Digitalisat beim International Music Score Library Project.
44. ↑  Libretto (italienisch) der Oper von Giovanni Battista Borghi, Venedig 1776 als Digitalisat im Museo internazionale e biblioteca della musica di Bologna.
45. ↑  Libretto (italienisch) der Oper von Ferdinando Bertoni, Mailand 1777 als Digitalisat im Museo internazionale e biblioteca della musica di Bologna.
46. ↑  Libretto (italienisch/deutsch) der Oper von Theodor von Schacht, Regensburg ca. 1777 als Digitalisat beim Münchener Digitalisierungszentrum.
47. ↑  Libretto (italienisch) der Oper von Felice Alessandri, Neapel 1783 als Digitalisat im Museo internazionale e biblioteca della musica di Bologna.
48. ↑  Libretto (italienisch) der Oper von Pasquale Anfossi, Rom 1788 als Digitalisat im Museo internazionale e biblioteca della musica di Bologna.
49. ↑  Libretto (italienisch) der Oper von Angelo Tarchi, Mantua 1788 als Digitalisat beim Münchener Digitalisierungszentrum.
50. ↑  Libretto (italienisch) der Oper von Niccolò Antonio Zingarelli, Mailand 1794 als Digitalisat beim Münchener Digitalisierungszentrum.
51. ↑  Libretto (italienisch)  der Oper von Nicolas Isouard, Livorno 1794. Digitalisat im Corago-Informationssystem der Universität Bologna.
52. ↑  Libretto (italienisch) der Oper von Giuseppe Nicolini, Venedig 1795 als Digitalisat im Archivio Storico del Teatro La Fenice.
53. ↑  Libretto (italienisch) der Oper von Marcos António Portugal, Florenz 1810 als Digitalisat im Internet Archive.